# 1948 w literaturze
Wydarzenia literackie w 1948 roku.

## Wydarzenia
- polskie
  - Ministerstwo Kultury ogłosiło, że pisarze powinni pracować w fabrykach i na roli, żeby poznać życie prostych ludzi
  - w Warszawie ukazał się pierwszy numer tygodnika Przyjaciółka
  - w Bytomiu powstał Klub Literacki pod kierownictwem Władysława Studenckiego; klub stał się wzorem dla podobnych instytucji w innych miastach
- zagraniczne
  - w Pekinie założono dziennik Renmin Ribao

## Nowe książki (proza beletrystyczna i literatura faktu)
- polskie
  - Jerzy Andrzejewski – Popiół i diament
  - Igor Newerly – Chłopiec z Salskich Stepów
  - Tadeusz Borowski – Pożegnanie z Marią
- zagraniczne
  - Agatha Christie
    - Pora przypływu
    - Witness for the Prosecution and Other Stories

  - Lloyd Cassel Douglas – Wielki Rybak (The Big Fisherman)
  - Robert Graves – Biała Bogini (The White Goddess)
  - Graham Greene – Sedno sprawy (The Heart of the Matter)
  - Hella S. Haasse – Urug (Oeroeg)
  - Aldous Huxley – Małpa i Duch (Ape and Essence)
  - Norman Mailer – Nadzy i martwi (The Naked and the Dead)
  - Tomasz Mann – Doktor Faustus (Doktor Faustus)
  - Irwin Shaw – Młode lwy (The Young Lions)
- wydania polskie tytułów zagranicznych

## Wywiady
- polskie
- zagraniczne
- wydania polskie tytułów zagranicznych

## Dzienniki, autobiografie, pamiętniki
- polskie
- zagraniczne
- wydania polskie tytułów zagranicznych

## Nowe eseje, szkice i felietony
- polskie
- zagraniczne
- wydania polskie tytułów zagranicznych

## Nowe dramaty
- polskie
  - Zofia Kossak-Szczucka – Gość oczekiwany
  - Antoni Lachowicz – Gospodarz – to ja!... (Spółdzielnia Wydawnicza „Książka”)[1]
- zagraniczne
- wydania polskie tytułów zagranicznych

## Nowe poezje
- polskie
  - Tadeusz Różewicz – Czerwona rękawiczka
  - Konstanty Ildefons Gałczyński – Zaczarowana dorożka
- zagraniczne
  - Léopold Sédar Senghor – Hosties noires
  - Derek Walcott – 25 wierszy (25 Poems)
  - Lawrence Durrell – On Seeming to Presume[2]
  - Vernon Watkins – The Lady and the Unicorn[2]
- zagraniczne antologie
- wydane w Polsce wybory utworów poetów obcych
- wydane w Polsce antologie poezji obcej

## Nowe prace naukowe i biografie
- polskie
- zagraniczne
  - Bellarmino Bagatti – Il Santuario della Visitazione ad ‘Ain Karim (Montana Judaeae). Esplorazione archeologica e ripristino
  - Ernst Robert Curtius – Literatura europejska i łacińskie średniowiecze (Europäische Literatur und lateinisches Mittelalter)
- wydania polskie tytułów zagranicznych

## Urodzili się
- 1 stycznia – Jerzy Niemczuk, polski prozaik, komediopisarz, autor książek dla dzieci
- 5 stycznia – Josef Dirnbeck, austriacki pisarz i teolog katolicki
- 7 stycznia – Krzysztof Barański, polski poeta
- 11 stycznia
  - Terry Goodkind, amerykański pisarz fantasy (zm. 2020)
  - Igor Pomierancew, radziecki dysydent, rosyjski pisarz i poeta
- 12 stycznia – William Nicholson, brytyjski scenarzysta, dramaturg oraz pisarz
- 20 stycznia – Nancy Kress, amerykańska pisarka
- 24 stycznia – Jan Malicki, polski historyk literatury, bibliotekarz
- 26 stycznia – Gonzague Saint Bris, francuski pisarz i dziennikarz (zm. 2017)
- 27 stycznia – Valeri Brainin, rosyjsko-niemiecki poeta, kompozytor i muzykolog
- 29 stycznia – Guido Knopp, niemiecki dziennikarz, historyk i pisarz
- 30 stycznia
  - John Dufresne, amerykański pisarz pochodzenia francusko-kanadyjskiego
  - Stefan Jurkowski, polski poeta, publicysta, krytyk literacki, dziennikarz
- 3 lutego – Henning Mankell, szwedzki prozaik (zm. 2015)
- 6 lutego – Carlos Marrodán Casas, polski tłumacz literatury hispanojęzycznej na język polski, poeta
- 12 lutego – Krzysztof Dybciak, polski krytyk literacki i teoretyk literatury
- 13 lutego – Jean-Yves Potel, francuski historyk, politolog, pisarz
- 24 lutego – Jayaram Jayalalitha, indyjska aktorka, polityk, pisarka (zm. 2016)
- 26 lutego – Jerzy Granowski, polski poeta i dziennikarz
- 29 lutego
  - Patricia A. McKillip, amerykańska pisarka fantasy (zm. 2022)
  - Martin Suter, szwajcarski pisarz, dramaturg, scenarzysta i publicysta
- 1 marca – Hamlet İsaxanlı, azerski matematyk, poeta, pisarz
- 4 marca – James Ellroy, amerykański pisarz
- 7 marca – Juan Eslava Galán, hiszpański pisarz i publicysta
- 12 marca – Sandra Brown, amerykańska pisarka
- 13 marca – Alberto Manguel, argentyński pisarz, tłumacz i redaktor
- 14 marca – Valerie Martin, amerykańska pisarka
- 15 marca
  - David Albahari, serbski pisarz żydowskiego pochodzenia (zm. 2023)
  - Tomasz Tryzna, polski pisarz i reżyser
- 16 marca
  - Maciej Pinkwart, polski pisarz, dokumentalista, kustosz muzealny
  - Margaret Weis, amerykańska pisarka fantasy
- 17 marca – William Gibson, amerykański pisarz science fiction
- 22 marca – Jacek Moskwa, polski dziennikarz i pisarz
- 23 marca – Helga Hirsch, niemiecka publicystka
- 31 marca – Enrique Vila-Matas, hiszpański pisarz
- 1 kwietnia
  - Bruce Andrews, amerykański poeta
  - Kazimierz Biculewicz, polski poeta (zm. 2022)
- 2 kwietnia
  - Anna Sobecka, polska tłumaczka literatury białoruskiej, dziennikarka
  - Joan D. Vinge, amerykańska pisarka science fiction
- 4 kwietnia
  - Jila Mossaed, szwedzko-irańska pisarka i poetka
  - Dan Simmons, amerykański pisarz science fiction i fantasy
- 9 kwietnia – Bernard-Marie Koltès, francuski pisarz, aktor i reżyser (zm. 1989)
- 13 kwietnia
  - Drago Jančar, słoweński pisarz i eseista, autor sztuk teatralnych
  - Piotr Sommer, polski poeta, eseista, tłumacz współczesnej poezji anglosaskiej
- 23 kwietnia – Pascal Quignard, francuski pisarz, eseista i tłumacz
- 28 kwietnia – Terry Pratchett, brytyjski pisarz fantasy (zm. 2015)
- 8 maja – Stanisław Romaniak, polski poeta i artysta rzeźbiarz (zm. 2018)
- 9 maja – Jacek Dobrowolski, polski poeta, tłumacz, eseista, krytyk teatralny
- 12 maja – Adam Ziemianin, polski poeta
- 13 maja – Natasha Lako, albańska poetka, pisarka, tłumaczka i scenarzystka filmowa
- 21 maja – Małgorzata Łukasiewicz, polska tłumaczka literatury pięknej, krytyk literacki
- 31 maja – Swiatłana Aleksijewicz, białoruska pisarka i dziennikarka narodowości białorusko-ukraińskiej
- 1 czerwca – Juhan Viiding, estoński poeta i aktor (zm. 1995)
- 4 czerwca – Marek Rymuszko, polski literat i dziennikarz
- 21 czerwca
  - Ian McEwan, brytyjski pisarz
  - Andrzej Sapkowski, polski pisarz fantasy
- 27 czerwca – Juliet Marillier, nowozelandzka pisarka fantasy
- 28 czerwca
  - Deborah Moggach, brytyjska pisarka i scenarzystka
  - Åke Smedberg, szwedzki pisarz, autor kryminałów
- 4 lipca – Katherine Govier, kanadyjska pisarka
- 6 lipca – Bodo Kirchhoff, niemiecki pisarz
- 8 lipca – Slobodan Šnajder, chorwacki pisarz i publicysta
- 12 lipca – Iljas Churi, libański prozaik, krytyk literacki, publicysta i intelektualista (zm. 2024)
- 22 lipca – Wacław Panek, polski muzykolog, publicysta, pisarz, dziennikarz (zm. 2024)
- 25 lipca
  - S.E. Hinton, amerykańska pisarka
  - Brian Stableford, brytyjski pisarz fantastyki, tłumacz i krytyk literacki (zm. 2024)
- 29 lipca – Me’ir Szalew, izraelski pisarz (zm. 2023)
- 1 sierpnia – David Gemmell, brytyjski pisarz fantasy (zm. 2006)
- 2 sierpnia – Robert Holdstock, brytyjski pisarz fantasy (zm. 2009)
- 12 sierpnia – Sue Monk Kidd, amerykańska pisarka
- 15 sierpnia – Maria Ulatowska, polska pisarka
- 19 sierpnia – Petr Mikeš, czeski poeta i tłumacz (zm. 2016)
- 22 sierpnia – Peter James, angielski pisarz, twórca thrillerów i powieści kryminalnych
- 23 sierpnia – Stanisław Stabro, polski poeta, krytyk literacki, historyk literatury
- 24 sierpnia – Alexander McCall Smith, angielski prawnik i pisarz pochodzenia szkockiego
- 28 sierpnia – Vonda N. McIntyre, amerykańska autorka (zm. 2019)
- 5 września – Lydie Salvayre, francuska pisarka
- 8 września – Lynn Abbey, amerykańska pisarka
- 18 września – Ulf Nilsson, szwedzki pisarz, autor książek dla dzieci i młodzieży (zm. 2021)
- 20 września – George R.R. Martin, amerykański pisarz fantasy
- 24 września – Marian Miszalski, polski pisarz, dziennikarz, tłumacz i publicysta
- 29 września – Guy Konopnicki, francuski pisarz, dziennikarz i felietonista
- 5 października
  - Beverly Connor, amerykańska archeolog i autorka powieści sensacyjnych
  - Zoran Živković, serbski pisarz, autor science fiction i fantasy
- 7 października – Diane Ackerman, amerykańska pisarka i poetka
- 9 października
  - Ciaran Carson, północnoirlandzki poeta, prozaik, muzyk (zm. 2019)
  - Stanisław Rogala, polski poeta i prozaik
- 17 października – Robert Jordan, amerykański pisarz fantasy (zm. 2007)
- 31 października
  - Menahem Ben, izraelski poeta (zm. 2020)
  - Matti Yrjänä Joensuu, fiński pisarz, autor powieści kryminalnych (zm. 2011)
- 2 listopada – Maria Ewa Letki, polska pisarka, autorka opowiadań, bajek i powieści dla dzieci i młodzieży
- 11 listopada – Susanna Kaysen, amerykańska pisarka
- 14 listopada
  - Michael Dobbs, brytyjski pisarz i polityk
  - Kristina Lugn, szwedzka poetka i dramatopisarka (zm. 2020)
- 15 listopada – Eqrem Basha, albański pisarz, poeta i scenarzysta filmowy
- 21 listopada – Jacek Natanson, polski prozaik (zm. 2015)
- 23 listopada – Wiesław Helak, polski prozaik i scenarzysta
- 24 listopada – Spider Robinson, kanadyjski pisarz science fiction
- 2 grudnia – T.C. Boyle, amerykański pisarz
- 15 grudnia – Pascal Bruckner, francuski powieściopisarz i eseista
- 17 grudnia – Adam Decowski, polski poeta i satyryk
- 18 grudnia – Angela Sommer-Bodenburg, niemiecka autorka książek dla dzieci
- 19 grudnia – Eli Barbur, polski i izraelski pisarz i dziennikarz
- 20 grudnia – Abdulrazak Gurnah, brytyjski pisarz, laureat Nagrody Nobla
- 27 grudnia – Meja Mwangi, kenijski pisarz
- 30 grudnia – Horace Engdahl, szwedzki historyk i krytyk literacki

Data dzienna nieznana:
- Margaret Elphinstone, szkocka powieściopisarka
- Edward Rutherfurd, angielski pisarz, autor powieści historycznych
- Thomas T. Thomas, amerykański pisarz s-f
- Andrzej Zawada, polski krytyk literacki, tłumacz (z fińskiego, angielskiego, szwedzkiego), eseista, edytor, wykładowca akademicki

## Zmarli
- 2 stycznia – Vicente Huidobro, chilijski poeta, uznawany za jednego z twórców kreacjonizmu (ur. 1893)
- 22 stycznia – Jerzy Kowalski, polski filolog klasyczny i powieściopisarz (ur. 1893)
- 20 lutego – Bertha Eckstein-Diener, austriacka pisarka, dziennikarka, feministka i intelektualistka (ur. 1874)
- 2 marca – Adam Scharrer, niemiecki powieściopisarz, nowelista i dramaturg (ur. 1889)
- 4 marca – Antonin Artaud, francuski aktor, dramaturg, reżyser, pisarz (ur. 1896)
- 6 marca – Kan Kikuchi, japoński powieściopisarz, dramaturg i wydawca (ur. 1888)
- 10 marca – Zelda Fitzgerald, amerykańska pisarka (ur. 1900)
- 13 marca – Aleksiej Niedogonow, rosyjski poeta (ur. 1914)
- 16 marca – Milan Begović, chorwacki pisarz (ur. 1876)
- 31 marca – Egon Erwin Kisch, czesko-niemiecki pisarz i reporter (ur. 1885)
- 2 kwietnia – Sabahattin Ali, turecki pisarz, poeta, dziennikarz, tłumacz literatury pięknej (ur. 1907)
- 23 maja – Jesús Balmori, filipiński poeta, dramaturg i pisarz (ur. ok. 1886–1887)
- 13 czerwca – Osamu Dazai, japoński prozaik (ur. 1909)
- 15 czerwca – J-H. Rosny (młodszy), francuski pisarz pochodzenia belgijskiego (ur. 1859)
- 4 lipca – José Bento Renato Monteiro Lobato, brazylijski pisarz (ur. 1882)
- 5 lipca – Georges Bernanos, francuski powieściopisarz i eseista (ur. 1888)
- 13 lipca – Abd ar-Rahim Mahmud, arabski poeta pochodzenia palestyńskiego (ur. 1913)
- 28 lipca – Susan Glaspell, amerykańska dziennikarka, prozaiczka, dramatopisarka (ur. 1876)
- 10 sierpnia – Emmy Hennings, niemiecka pisarka, poetka, dadaistka (ur. 1885)
- 17 sierpnia – Kazimierz Czachowski, polski krytyk i historyk literatury (ur. 1890)
- 18 sierpnia – Perec Hirszbejn, żydowski dramaturg (ur. 1880)
- 19 sierpnia – Frederick Philip Grove, kanadyjski pisarz niemieckiego pochodzenia (ur. 1879)
- 21 sierpnia – Richard Atwater, amerykański pisarz i dziennikarz (ur. 1892)
- 8 września – Thomas Mofolo, afrykański pisarz, tworzący w języku sotho (ur. 1876)
- 14 września – Leon Sobociński, polski pisarz, satyryk, dziennikarz, działacz ludowy, badacz kultury Warmii i Mazur (ur. 1895)
- 15 września – Emil Ludwig, niemiecki biograf (ur. 1881)
- 12 października – Dildar, kurdyjski poeta (ur. 1918)
- 15 października – Ester Blenda Nordström, szwedzka dziennikarka, pisarka i naukowiec (ur. 1891)
- 6 listopada – Julian Ginsbert, polski inżynier, komandor porucznik Marynarki Wojennej, dziennikarz, pisarz, publicysta i reżyser (ur. 1892)
- 10 grudnia – Na Hye-sok, koreańska malarka, rzeźbiarka, pisarka, poetka i feministka (ur. 1896)
- 12 grudnia – Bruno Schaumburg, niemiecki pisarz i publicysta (ur. 1884)

## Nagrody
- Nagroda Nobla – Thomas Stearns Eliot
- Nagroda Goncourtów – Maurice Druon za Les Grandes Familles
- Nagroda Pulitzera (dramat) – Tennessee Williams za Tramwaj zwany pożądaniem